# Etymon
Etymon (Plural Etyma; altgriechisch ἔτυμον étymon [n.] zu ἔτυμος étymos „wahr, wahrhaft, echt, wirklich“) ist ein Begriff der historischen Sprachwissenschaft (Linguistik), der in zwei einander verwandten Bedeutungen verstanden werden kann als:
- diejenige Wortform (oder Form eines Wortteils), aus der heraus sich spätere sprachliche Ausdrücke entwickelt haben; in diesem Sinne sind die Wurzeln der Wörter Etyma;
- die Herkunft der Wörter oder Wortteile beziehungsweise die Erklärung dieser Herkunft.[1]

## Beispiel
Die deutschen Wörter haben, heben, Habicht, Hafen und etliche andere gehen ebenso wie lateinisch capere, bretonisch kavout und albanisch kap auf die indogermanische Verbwurzel *kh₂p- ‚halten, packen‘ zurück. Diese erschlossene Wurzel ist also das Etymon für eine ganze Wortfamilie.